# ماکس هاینزر
ماکس هاینزر (آلمانی: Max Heinzer؛ زادهٔ ۷ اوت ۱۹۸۷) شمشیرباز اهل سوئیس است.